# Maladie des bandes rouges
La maladie des bandes rouges est une maladie fongique à répartition cosmopolite qui affecte un certain nombre de conifères, notamment dans le genre Pinus, dont plus de 80 espèces sont plus ou moins sensibles à la maladie, mais aussi dans d'autres genres (Picea, Larix, Pseudtsuga).
Parmi les espèces plus particulièrement touchées au Royaume-Uni et en France figurent le pin laricio de Corse (Pinus nigra subsp. laricio), le pin tordu (Pinus contorta) et le pin sylvestre (Pinus sylvestris). 
Cette maladie est due à deux espèces de champignons ascomycètes du genre Dothistroma (famille des Mycosphaerellaceae) : Dothistroma pini et Dothistroma septosporum).
Elle provoque une chute prématurée des aiguilles, pouvant entraîner dans les cas les plus graves la mort de l'arbre.

## Répartition
D. pini se trouve dans un grand quart Sud-Ouest de la France ; D. septosporum dans l'ensemble des zones contaminées.